# Ливерленд, Мэри-Джесс
Мэри-Джесс Ливерленд (англ. Mary-Jess Leaverland; род. 28 марта 1990) — британская певица и автор-исполнитель, участвовавшая в декабре 2009 года в китайском конкурсе талантов Min Xing Chang Fan Tian (по англ.: I Want to Sing to the Stars).

## Карьера
Впервые Ливерленд привлекла общественное внимание, когда одержала победу на китайском телешоу талантов Min Xing Chang Fan Tian (по англ.: I Want to Sing to the Stars). После победы на конкурсе Ливерленд оставалась практически неизвестной в Великобритании. Трансляция шоу не велась за пределами провинции Цзянсу, поэтому её семья и друзья, которые не могли прилететь в Китай, не имели возможности увидеть его. Новость о победе распространилась после интервью, которое Мэри-Джесс дала одной из местных газет Глостера, и которое было перепечатано в центральной прессе. Ливерленд получила несколько предложений о сотрудничестве от ряда звукозаписывающих студий и в марте 2010 года подписала контракт с Decca Records. Она сотрудничала с этим лейблом вплоть до ноября 2011 года.
В интервью газете The Guardian Ливерленд сказала следующее: «Я была ужасна во французском, но китайский привлёк моё внимание тонами. У каждого слова есть свой мотив». В Нанкине, куда она попала благодаря программе Шеффилдского университета, она случайно узнала о проводившемся там прослушивании на музыкальный конкурс, и пожелала принять участие. По её словам, она не рассчитывала на победу, так как думала, что победит кто-то местный.
8 августа 2011 года был выпущен дебютный альбом певицы Shine, который сумел подняться до 57 места в UK Albums Chart.
Ливерлэнд уже начала подготовку материала для своего следующего альбома, продолжив сотрудничество с Хелен Боулдинг и Полом Картером, участвовавших в записи первого. Помимо этого она принимала участие в создании саундтрека к телесериалу «Аббатство Даунтон», исполнив песню «Did I Make the Most of Loving You?».
В декабре 2011 года она выступила в качестве солистки в «Songs of Praise» BBC, в Церкви всех святых в Челтнеме. Также она там выступила и в апреле 2012 года.
В 2012 году её песня «Stand as One» была выбрана в качестве основной темы к телерекламе P&G «Proud Sponsor of Mums». Ливерлэнд также была выбрана в качестве исполнительницы гимна Кубка Англии по футболу «Abide with Me» перед финалом кубка в 2012 году.
В 2013 году выступила на фестивале Cheltenham Music Festival.
В 2015 году была выбрана представителем организации British Council’s GREAT Britain Campaign, чтобы представлять британскую музыку по всему миру.
В 2016 году провела небольшое турне по китайским городам Сучжоу, Ланьчжоу и Ханчжоу в рамках культуры Великобритании. Позже она выпустила свой второй альбом 'Prayer to a Snowflake', зимний рождественский альбом, где в качестве гостей отметились Джаден Корнелиус и Ридиан. После этого отправилась в тур-поддержку альбома по Великобритании.
В марте 2017 года Мэри-Джесс выступила на разогреве у группы G4.

## Дискография

### Альбом
| Название              | История релиза                                                                         | Позиция в чартах |
| Название              | История релиза                                                                         | UK               |
| --------------------- | -------------------------------------------------------------------------------------- | ---------------- |
| Shine                 | - Выпущен: 8 августа 2011 - Лейбл: Decca Records - Формат(ы): CD, цифровая дистрибуция | 57               |
| Prayer to a Snowflake | - Выпущен: 22 ноября 2016 - Формат(ы): CD                                              | _                |

### Синглы
| Песня                                 | Год  | Высшая позиция | Альбом                |
| Песня                                 | Год  | UK             | Альбом                |
| ------------------------------------- | ---- | -------------- | --------------------- |
| «Are You The Way Home?»               | 2011 | —              | Shine                 |
| «Glorious»                            | 2011 | —              | Shine                 |
| «Heaven Is Empty»                     | 2011 | —              | Shine                 |
| «I Fell in Love with a Snowman»       | 2016 |                | Prayer to a Snowflake |
| «The Sound of Christmas» with Rhydian | 2016 |                | Prayer to a Snowflake |